# Quercus tardifolia
Quercus tardifolia — вид рослин з родини букових (Fagaceae); поширений на півдні США — Гори Чисос.

## Опис
Це вічнозелене невелике дерево. Кора сіра, тверда, тріщиниста. Гілочки стрункі, темно-коричневі, спочатку густо запушені, стаючи безволосими. Листки зворотно-яйцюваті, 5–10 × 2–7 см; основа округла або серцеподібна; верхівка загострена; край з 3–4 неглибокими зубчастими частками; верх тьмяно-зелений, голий, шорсткий; низ густо вовнистих; ніжка іноді запушена, завдовжки 1–2 см. Жолуді дворічні, парні, майже сидячі.

## Поширення й екологія
Поширений на півдні США (Техас) — Гори Чисос.
Населяє напівпустельні, лісисті ділянки вздовж круто прорізаних каньйонів; росте приблизно на 2000 м.

## Загрози
Загрози невідомі, оскільки ареал виду не підтверджений.